# Тэлмэн-Нуур
Тэлмэн-Нуур — солёное бессточное озеро, расположенное в западной части Монголии, между сомонами Нумрег и Тэлмэн Завханского аймака. Находится на высоте 1789 м над уровнем моря.
Тэлмэн-Нуур — озеро тектонического происхождения. Общая площадь озера составляет около 194 км², длина 26 км (по другим данным — 28 км), ширина 16 км. Протяжённость береговой линии — 93,4 км. Максимальная глубина озера 27 м, средняя — 10-12 м. Объём воды составляет 2671 млн м³. Минерализация воды 6,49—7,61 г/л, прозрачность — 3—4 м.
На озере имеются три маленьких острова, где собираются много перелётных птиц.